# Tandemsprung

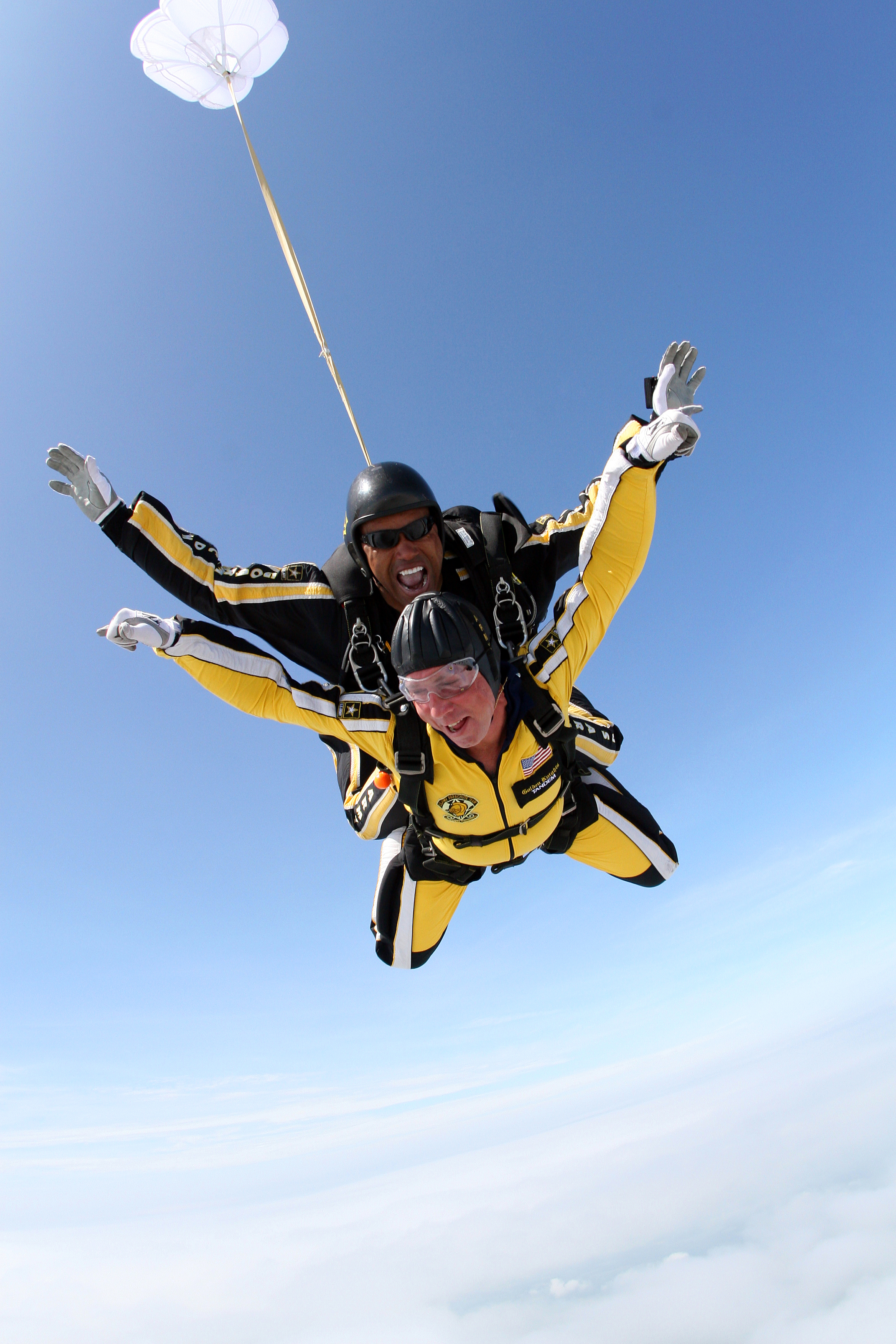
Ein Tandemsprung: Gast vorne, Master hinten

Als Tandemsprung wird ein gemeinsamer Absprung eines Tandemmasters mit einem Tandemspringer zu zweit beim Fallschirmspringen bezeichnet. Dabei ist der eigentliche Fallschirmspringer der Tandemmaster, der Tandemspringer eine angehängte Last.
Das Bungee-Springen, bei dem der Springende unter Aufsicht eines Sicherheitspostens den Sprung an einem dehnbaren Bungeeseil alleine durchführt, ist davon zu unterscheiden.
Beim Fallschirmspringen wird damit Personen, die keine Fallschirmsprungausbildung haben, eine Möglichkeit gegeben, einen Fallschirmsprung zu erleben.
Dieses Verfahren wird auch militärisch im MFF mit nicht springenden Spezialisten angewandt, um diese in den Einsatzraum zu befördern oder um große Lasten, Ausrüstung oder Diensthunde mit den Springern abzusetzen. Dies können u. a. Heeresbergführer, Ärzte, Dolmetscher oder auch EOD-Kräfte sein.

## Tandem-Fallschirm

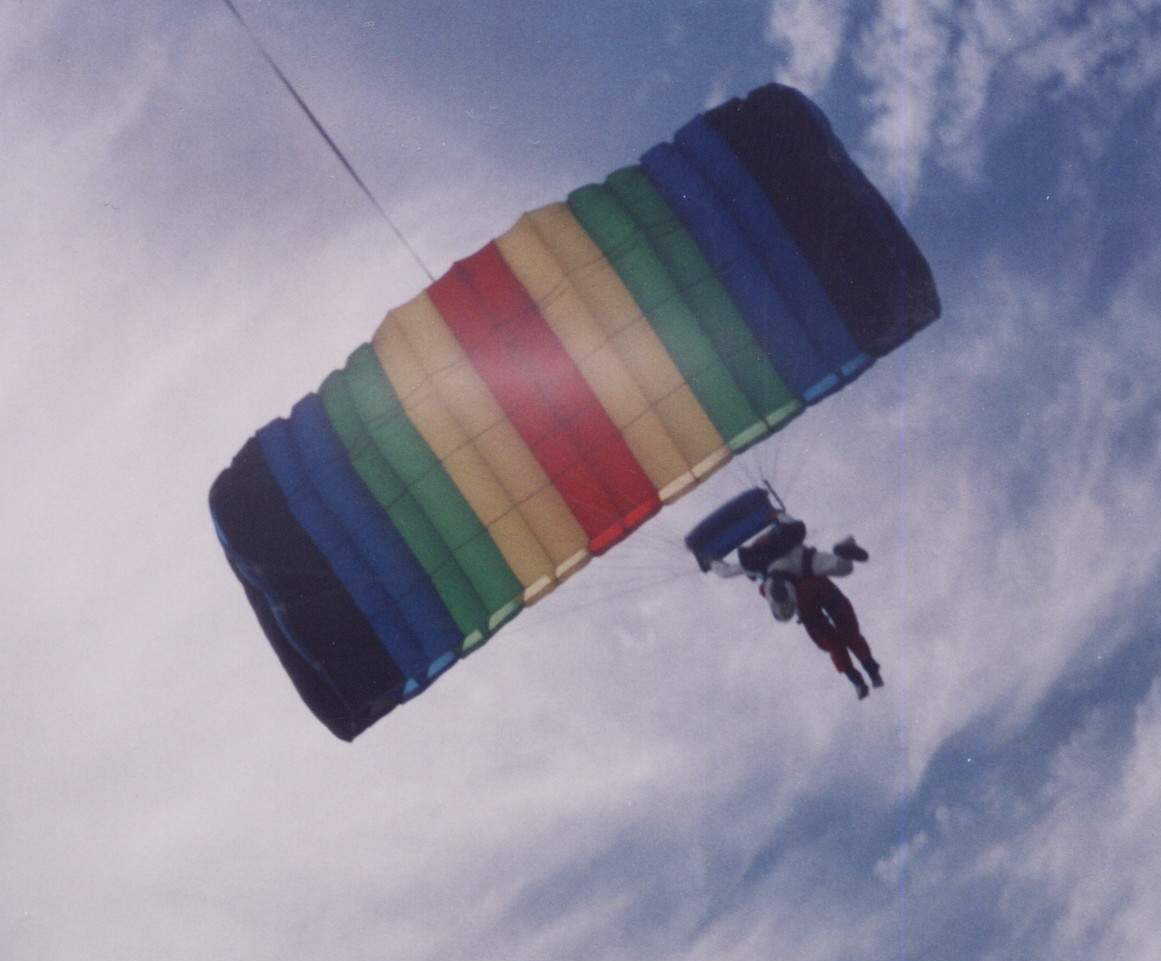
Tandemspringer beim Landeanflug

Beim Tandemsprung mit dem Fallschirm wird der Passagier von einem speziell lizenzierten Springer, einem sogenannten „Tandemmaster“, mitgenommen. Er hängt in einem Passagiergurtzeug vor dem Tandemmaster, Blickrichtung nach vorn und etwas tiefer als dieser. Die Verbindung besteht über zwei lasttragende, gesicherte Haken im Schulterbereich und zwei stabilisierende Gurte an den Hüften. Das Passagiergurtzeug entspricht grundsätzlich einem normalen Fallschirmgurtzeug, nur ohne die Container für Haupt- und Reservefallschirm, die sich am Gurtzeug des Tandemmasters befinden. Dort sind auch alle Bedienungselemente untergebracht. Zusätzlich ist das System immer mit einem Öffnungsautomaten ausgestattet, der im Fall eines Unterlassens der Öffnung oder einer schweren Störung der Hauptkappe den Reserveschirm in einer vorgegebenen Höhe selbstständig öffnet. Kurz nach dem Absprung aus dem Absetzflugzeug wird ein kleiner Bremsschirm (Drogue) geöffnet, der die Geschwindigkeit auf etwa 200 km/h abbremst. Gleichzeitig wirkt er als Stabilisator, da er physikalisch gesehen den Angriffspunkt des Luftwiderstands weiter hinter den Schwerpunkt der beiden Springer bringt.

## Voraussetzungen
Vor dem Sprung ist nur eine relativ kurze Einweisung des Passagiers erforderlich. Spezielle körperliche Anforderungen bestehen nicht, eine durchschnittliche Fitness ist ausreichend. Prinzipiell können auch Behinderte, wie zum Beispiel Querschnittgelähmte, mitgenommen werden. Aufgrund der Belastbarkeit der Systeme ist ein ausgeprägtes Übergewicht ein Hinderungsgrund. Häufig wird von den Anbietern ein Gewichtslimit von 90 oder 100 kg vorgegeben.

## Geschichte
Tandem-Systeme wurden Anfang der 1980er in den USA von Ted Strong (1983) und ein Jahr später von Bill Booth (1984) entwickelt. Zu Beginn waren sie nicht mit einem Drogue-Chute ausgestattet, was nur kurze Freifallzeiten erlaubte. Erst mit der Entwicklung von Drogue-Systemen wurden die heute üblichen Freifallzeiten im Tandemspringen möglich.

## Vermarktung
Tandemsprünge sind grundsätzlich direkt über die Sprungzentren und über die Vereine buchbar und werden vor Ort durchgeführt. Erlebnissport ist heute ein lukrativer Markt. Das haben viele gewerbliche Unternehmen verstanden und vermarkten die lukrativen Geschäftsfelder des Fallschirmsports, wie das Tandemspringen, als Vermittler über Reiseveranstalter, Eventagenturen und bis hin zu Supermarktketten. Problematisch ist in diesen Fällen, dass man nicht gleich zu Beginn einen Tandemmaster oder Fallschirmsportverein als Ansprechpartner hat, sondern nur die jeweilige vermittelnde Stelle. Diese schöpfen Gelder ab, welche nicht mehr dem einzelnen Verein zugutekommt. Durch die Werbung dieser Agenturen wurde der Tandemsprung in der Zielgruppe jedoch bekannter.

## Verwandte Sportarten
Beim Gleitschirmfliegen sind ebenfalls gemeinsame Flüge mit einem erfahrenen Piloten möglich. Im Gegensatz zum Tandemsprung wird dies jedoch als Tandemflug bezeichnet, siehe Hauptartikel →Tandemschirm.